# 司天龍政吉
司天龍 政吉（してんりゅう まさきち、1860年9月21日（万延元年8月7日） - 1917年（大正6年）9月26日）は、大和国葛下郡（現在の奈良県葛城市）出身で小野川部屋、玉垣部屋、雷部屋、八角部屋に所属した力士。本名は勇川 政吉。7代大嶽、5代中立。身長不明、体重は70kg。最高位は西小結。

## 経歴
大坂相撲の小野川部屋から、1880年5月に三段目格で初土俵。1885年5月には新入幕を果たした。所属が八角部屋になったことから、四股名を鶴ヶ濱から司天龍に改めている。以後幕内20場所を務め、その間にはのちの横綱・小錦八十吉に幕内初黒星を付けた。1895年1月限りで引退し、年寄大嶽を襲名した。

## 成績
- 幕内20場所50勝49敗78休23分預

## 改名
鶴ヶ濱→司天龍→司天竜